# Monique Knol

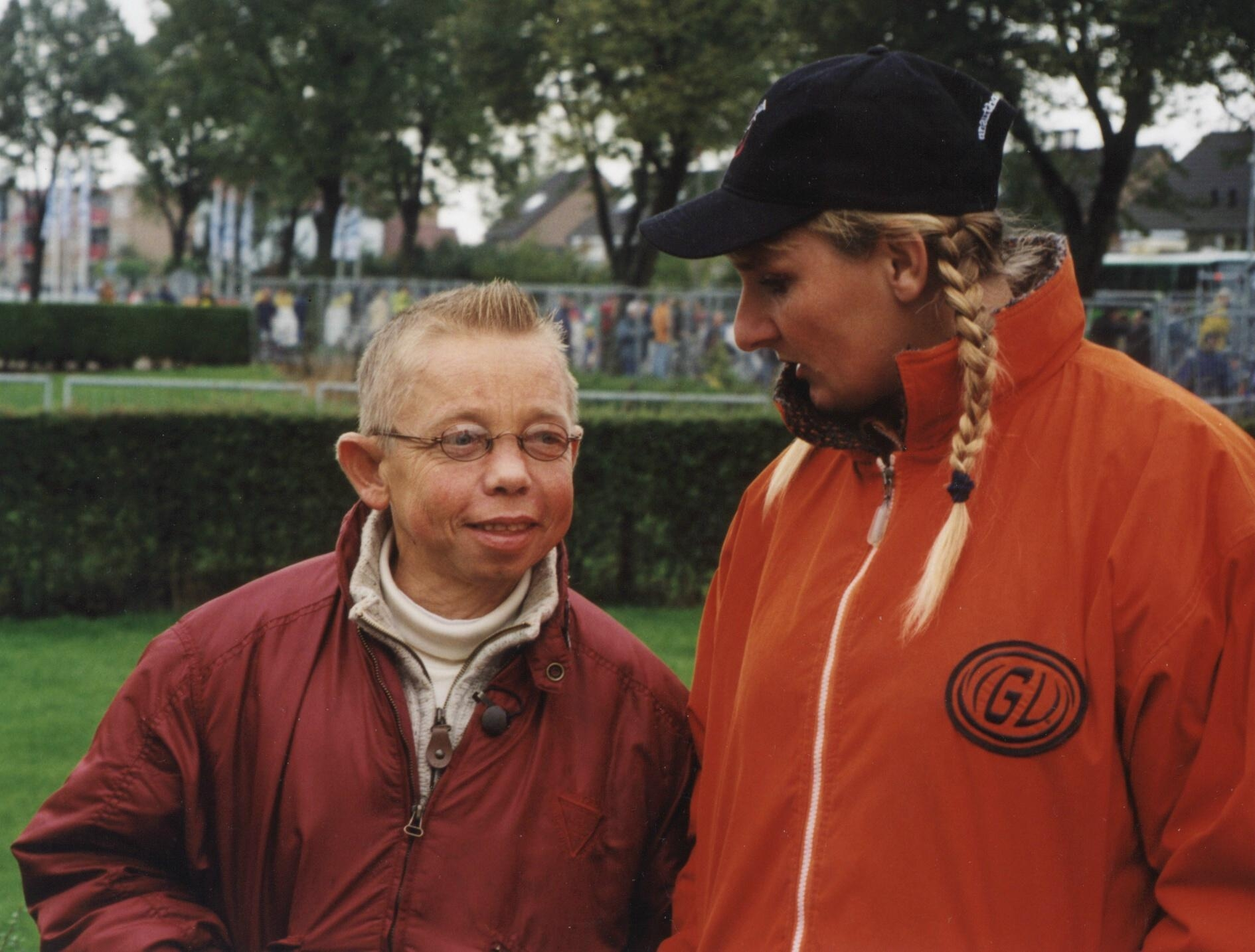
Monique Knol (rechts), mit Bart de Graaff

Monique Knol (* 31. März 1964 in Wolvega) ist eine ehemalige niederländische Radsportlerin und Trainerin.

## Radsport-Karriere
1986 hatte Monique Knol ihren Durchbruch, als sie Niederländische Meisterin im Sprint wurde, im Jahr darauf nochmals Zweite. 1988 errang sie den nationalen Titel auf der Straße und konzentrierte sich anschließend auf Straßenrennen. Bei der Texas-Rundfahrt im gleichen Jahr wurde sie Dritte im Gesamtklassement.
Überraschend gewann Monique Knol 1988 bei den Olympischen Spielen in Seoul das Straßenrennen der Frauen; dieses Rennen wurde gleichzeitig als Weltmeisterschaft gewertet. Möglich wurde ihr dieser Sieg auch deshalb, weil die Favoritin Jeannie Longo das Hauptaugenmerk darauf gerichtet hatte, ihre US-amerikanische Konkurrentin Inga Benedict am Sieg zu hindern, und durch ihre Taktik den Weg für die Niederländerin frei gemacht hatte. Vier Jahre später, bei den Olympischen Spielen 1992 in Barcelona, errang Knol Bronze.
1990 gewann Monique Knol gemeinsam mit Leontien Zijlaard-van Moorsel, Astrid Schop und Cora Westland den WM-Titel im japanischen Utsunomiya im 50-km-Mannschaftsfahren, im Jahre darauf wurde sie mit der niederländischen Mannschaft bei den UCI-Straßen-Weltmeisterschaften 1991 in Stuttgart Vize-Weltmeisterin.
Monique Knol siegte bei zwölf Etappen der Tour Cycliste Féminin und gewann viermal das schwedische Straßenrennen Tygrikescupen. 1991 gewann sie Rund um den Henninger Turm. 1996 trat sie vom Radsport zurück, 2002 folgte ein kurzzeitiges Comeback.

## Berufliches
Knol war eine Zeitlang Trainerin des niederländischen Frauen-Junioren-Radsportteams. Heute betätigt sich die ausgebildete Lehrerin im Dressurreiten.